# Хикотепек
Хикотепек (исп. Xicotepec) — один из 217 муниципалитетов в Мексике, входит в штат Пуэбла в центрально-восточной Мексике. Муниципалитет находится в пределах региона Пуэбла-де-ла-Сьерра
Население — 71 454 человека. Хикотепек имеет площадь 312.3 км², город расположен между реками Сан-Маркос и Некакса.

## История
Город основан в 1825 году.
Говорят, что первыми экспедиционерами этого места были ольмеки, которые нашли на этих землях впадину, которая казалась достаточной для возведения их церемониального центра; проливные дожди, его особый рельеф, слияние двух рек и густая растительность сделали его идеальным местом для жизни.
Воин-уастек по имени Куэкстекатль сражался и изгнал ольмеков, отозвав их на побережье, таким образом, уастеки завладели этим местом. Это место приобрело важное значение и было отнесено к категории церемониального центра, который пришел, чтобы удовлетворить религиозные потребности жителей обширного региона, от Теотиуакана до побережья Мексиканского залива, а также способствовал появлению в этом районе населенных пунктов, допускающих слияние различных этнических групп.
Другие версии указывают на то, что первыми жителями, обосновавшимися в этом регионе, были группы отоми, которые поселились примерно в 300 году до н. э. Позже, в 5 веке, эти земли были заселены поселенцами тотонак из Эль-Таджина.
Ближе к 1120 году регион был завоеван Уэмаком, правителем народа тольтеков, что превращает его в поместье, пять месяцев спустя племена чичимеков присвоили это место, оставаясь там более сорока лет, пока оно не было отвоевано Метлалтоюкой в 1162 году.
Примерно в 1325 году племя аколхуа, возглавляемое Тлачотлой, вторглось на территорию и интегрировало ее в свое поместье.
В 1432 году территория была притоком Тескоко. Незауалькойотль назначил Кецальпацину поместье Ксикотепек.

## Природа

### Флора
Растительность состоит из вторичных многолетних высоких джунглей, культивируемых лугов и горного мезофильного леса.
Целебные растения: Камелия, гардения, агапандо, гортензия, азалия, лилейник, алькатрас, бегония, мальвон, орхидея, антурий, лилия, роза, бугамбилия, глоссинея, цемпасучиль.
Этот регион богат выращиванием фруктов и ягод, таких как черимойя, маммея, гуава, джикама (мексиканский картофель), банан, сапота, лайм, лимон, сладкий картофель, тыква, чайот, гранат, ежевика, ананас, папайя, питахайя, маракуйя.

### Дикая природа
- Млекопитающие: Дикая кошка, кролик, броненосец, опоссум, лиса, койот, летучая мышь, барсук, енот,  белка, ласка, куница.
- Скот: свинья, осел, овца, коза, мул.
- Виды птиц: ястреб, канюк, колибри, воробей, дрозд, ласточка, голубь.
- Рыбоводство: форель, угорь.

## Герб
Герб представляет собой рисунок местного происхождения на языке науатль, на котором изображены две основные фигуры: зеленая фигура представляет холм, а на его вершине - изображение осы.
Герб является графической репрезентацией названия, данного городу. Следовательно, он подразумевает, что Хикотепек - это холм шмелей.